# S.W.A.T. (serie televisiva 1975)
S.W.A.T. è una serie televisiva statunitense composta da 37 episodi. Creata da Robert Hamner e Lee Stanley, è stata prodotta da Leonard Goldberg e Aaron Spelling.
Fu trasmessa per la prima volta in USA tra il 1975 e il 1976; in Italia la serie fu messa in onda dalla RAI nel 1979.

## Soggetto
Gli episodi della serie raccontano le avventure di una sezione della SWAT, un'unità scelta di polizia composta da ex militari ed operante a Los Angeles sotto il comando del tenente Dan "Hondo" Harrelson.
Gli uomini della squadra sono ben addestrati ed armati ed effettuano assalti risolutivi contro criminali pericolosi in situazioni non affrontabili dalle normali forze di polizia. La sigla della serie era Theme from S.W.A.T., un brano strumentale suonato dal gruppo Rhythm Heritage che nel 1976 arriva prima nella Billboard Hot 100.
Nel 2003 venne girato un film ispirato alla serie, S.W.A.T. - Squadra speciale anticrimine.
Nel 2011 esce il sequel S.W.A.T. - Squadra speciale anticrimine 2.

## Episodi
| Stagioni         | Episodi | Prima TV USA | Prima TV Italia |
| ---------------- | ------- | ------------ | --------------- |
| Prima stagione   | 12      | 1975         |                 |
| Seconda stagione | 25      | 1975-1976    |                 |